# Metalurhiv (métro de Dnipro)
Metalurhiv – ou Металургів en ukrainien – est une station de métro à Dnipro, en Ukraine. Siturée sur la seule ligne du métro de Dnipro, entre Zavodska à l'ouest et Metrobudivnykiv à l'est, elle est ouverte depuis le 29 décembre 1995.